# Markdorf
Markdorf är en stad  i Bodenseekreis i delstaten Baden-Württemberg i Tyskland. Kommunen består av ortsdelarna (tyska Ortsteile) Markdorf, Ittendorf och Riedheim.
Staden ingår i kommunalförbundet Markdorf tillsammans med kommunerna Bermatingen, Deggenhausertal och Oberteuringen.